# Кросс-Сіті (Флорида)
Кросс-Сіті (англ. Cross City) — місто (англ. town) в США, в окрузі Діксі штату Флорида. Населення — 1689 осіб (2020).

## Географія
Кросс-Сіті розташований за координатами 29°38′20″ пн. ш. 83°7′29″ зх. д. / 29.63889° пн. ш. 83.12472° зх. д. (29.638811, -83.124811).  За даними Бюро перепису населення США в 2010 році місто мало площу 4,86 км², уся площа — суходіл.

## Демографія
Згідно з переписом 2010 року, у місті мешкало 1728 осіб у 691 домогосподарстві у складі 452 родин. Густота населення становила 355 осіб/км².  Було 845 помешкань (174/км²).
Расовий склад населення:
| - 69,6 % — білих - 27,5 % — чорних або афроамериканців - 0,4 % — азіатів - 0,2 % — корінних американців |

До двох чи більше рас належало 2,0 %. Частка іспаномовних становила 1,9 % від усіх жителів.
За віковим діапазоном населення розподілялося таким чином: 25,1 % — особи молодші 18 років, 57,0 % — особи у віці 18—64 років, 17,9 % — особи у віці 65 років та старші. Медіана віку мешканця становила 40,4 року. На 100 осіб жіночої статі у місті припадало 83,8 чоловіків;  на 100 жінок у віці від 18 років та старших — 78,4 чоловіків також старших 18 років.
Середній дохід на одне домашнє господарство  становив 37 377 доларів США (медіана — 30 705), а середній дохід на одну сім'ю — 37 367 доларів (медіана — 31 591). За межею бідності перебувало 30,5 % осіб, у тому числі 47,5 % дітей у віці до 18 років та 11,3 % осіб у віці 65 років та старших.
Цивільне працевлаштоване населення становило 696 осіб. Основні галузі зайнятості: виробництво — 20,7 %, освіта, охорона здоров'я та соціальна допомога — 19,8 %, мистецтво, розваги та відпочинок — 17,4 %.